# Federico Ibarguren
Federico Eulogio Ibarguren Díaz (Ciudad de Salta, Argentina, 20 de mayo de 1833 - ibídem 19 de noviembre de 1890) fue un senador nacional y ministro de la Corte Suprema de Justicia de Argentina.

## Biografía
Estudió  en la Universidad de la República en Montevideo y su tesis doctoral fue apadrinada por Facundo de Zuviría. En la provincia de Salta fue presidente del Superior Tribunal de Justicia en 1861 y Ministro de Gobierno entre 1869 y 1871, ocasión en que redactó el 1º Código de Procedimientos Judiciales provincial.
Elegido senador nacional por Salta en 1871, fue nombrado juez federal en 1874 y en 1884 el presidente Julio Argentino Roca lo designó juez de la Corte Suprema de Justicia de la Nación, cargo al que renunció en 1890. Falleció en Buenos Aires, el 19 de noviembre de 1890.
Compartió la Corte Suprema en distintos momentos con José Benjamín Gorostiaga, José Trifón Domínguez y López Camelo, Luis Vicente Varela, Salustiano J. Zavalía y Calixto S. de la Torre.